# Interlands Pools voetbalelftal 2000-2009
Deze pagina toont een chronologisch en gedetailleerd overzicht van de interlands die het Pools voetbalelftal speelde in de periode 2000 – 2009. De wedstrijdnummering is gebaseerd op de telling zoals de website www.eu-football.info die hanteert.

## Interlands

### 2000
| Bondscoach | Bondscoach | Bondscoach | Jerzy Engel | 06/10/1952 |
| ---------- | ---------- | ---------- | ----------- | ---------- |

|                                    |                                                       |       |       |                                                                                       |
| 26 januari Vriendschappelijk № 584 | Spanje                                                | 3 – 0 | Polen | Estadio Cartagonova, Cartagena Toeschouwers: 15.000 Scheidsrechter: Eric Poulat (FRA) |
| 26 januari Vriendschappelijk № 584 | Raúl González 16' Ismael Urzaíz 56' Ismael Urzaíz 58' |       |       | Estadio Cartagonova, Cartagena Toeschouwers: 15.000 Scheidsrechter: Eric Poulat (FRA) |

|                                     |                     |       |       |                                                                                   |
| 23 februari Vriendschappelijk № 585 | Frankrijk           | 1 – 0 | Polen | Stade de France, Parijs Toeschouwers: 74.350 Scheidsrechter: Kyros Vassaras (GRE) |
| 23 februari Vriendschappelijk № 585 | Zinédine Zidane 89' |       |       | Stade de France, Parijs Toeschouwers: 74.350 Scheidsrechter: Kyros Vassaras (GRE) |

|                                  |           |       |       |                                                                                       |
| 29 maart Vriendschappelijk № 586 | Hongarije | 0 – 0 | Polen | Stadion Oláh Gábor Út, Debrecen Toeschouwers: 8.000 Scheidsrechter: Zoran Arsić (YUG) |
| 29 maart Vriendschappelijk № 586 |           |       |       | Stadion Oláh Gábor Út, Debrecen Toeschouwers: 8.000 Scheidsrechter: Zoran Arsić (YUG) |

|                                  |       |       |         |                                                                                 |
| 26 april Vriendschappelijk № 587 | Polen | 0 – 0 | Finland | Stadion Miejski, Poznań Toeschouwers: 17.000 Scheidsrechter: Attila Juhos (HUN) |
| 26 april Vriendschappelijk № 587 |       |       |         | Stadion Miejski, Poznań Toeschouwers: 17.000 Scheidsrechter: Attila Juhos (HUN) |

|                                |                                                             |       |                        | |
| 4 juni Vriendschappelijk № 588 | Nederland                                                   | 3 – 1 | Polen                  | Stade Olympique de la Pontaise, Lausanne Toeschouwers: 6.000 Scheidsrechter: Dominique Tavel (SUI) |
| 4 juni Vriendschappelijk № 588 | Frank de Boer 29' Patrick Kluivert 56' Patrick Kluivert 61' |       | 38' Paweł Kryszałowicz | Stade Olympique de la Pontaise, Lausanne Toeschouwers: 6.000 Scheidsrechter: Dominique Tavel (SUI) |

|                                     |                 |       |                        |                                                                                        |
| 16 augustus Vriendschappelijk № 589 | Roemenië        | 1 – 1 | Polen                  | Stadionul Cotroceni, Boekarest Toeschouwers: 5.000 Scheidsrechter: Atanas Uzunov (BUL) |
| 16 augustus Vriendschappelijk № 589 | Adrian Ilie 21' |       | 79' Emmanuel Olisadebe | Stadionul Cotroceni, Boekarest Toeschouwers: 5.000 Scheidsrechter: Atanas Uzunov (BUL) |

|                                   |                        |       |                                                                   |                                                                                           |
| 2 september WK-kwalificatie № 590 | Oekraïne               | 1 – 3 | Polen                                                             | NSK Olimpiejsky, Kiev Toeschouwers: 56.000 Scheidsrechter: José Maria García-Aranda (ESP) |
| 2 september WK-kwalificatie № 590 | Andrij Sjevtsjenko 13' |       | 3' Emmanuel Olisadebe 33' Emmanuel Olisadebe 57' Radosław Kałużny | NSK Olimpiejsky, Kiev Toeschouwers: 56.000 Scheidsrechter: José Maria García-Aranda (ESP) |

|                                 |                                                                |       |                     |                                                                              |
| 7 oktober WK-kwalificatie № 591 | Polen                                                          | 3 – 1 | Wit-Rusland         | Stadion Widzewa, Łódź Toeschouwers: 7.638 Scheidsrechter: Anders Frisk (SWE) |
| 7 oktober WK-kwalificatie № 591 | Radosław Kałużny 24' Radosław Kałużny 63' Radosław Kałużny 74' |       | 37' Nikolai Ryndyuk | Stadion Widzewa, Łódź Toeschouwers: 7.638 Scheidsrechter: Anders Frisk (SWE) |

|                                  |       |       |       |                                                                                               |
| 11 oktober WK-kwalificatie № 592 | Polen | 0 – 0 | Wales | Stadion Wojska Polskiego, Warschau Toeschouwers: 10.067 Scheidsrechter: Lucillo Batista (POR) |
| 11 oktober WK-kwalificatie № 592 |       |       |       | Stadion Wojska Polskiego, Warschau Toeschouwers: 10.067 Scheidsrechter: Lucillo Batista (POR) |

|                                     |                             |       |         |                                                                                               |
| 15 november Vriendschappelijk № 593 | Polen                       | 1 – 0 | IJsland | Stadion Wojska Polskiego, Warschau Toeschouwers: 5.000 Scheidsrechter: Kostas Kapitanis (POR) |
| 15 november Vriendschappelijk № 593 | Tomasz Frankowski 62' (pen) |       |         | Stadion Wojska Polskiego, Warschau Toeschouwers: 5.000 Scheidsrechter: Kostas Kapitanis (POR) |

### 2001
|                                                        |             |                                                                                |       |                                                                                                  |
| 28 februari Vriendschappelijk № 594 «onderlinge duels» | Zwitserland | 0 – 4                                                                          | Polen | Antonis Papadopoulos Stadion, Larnaca Toeschouwers: 500 Scheidsrechter: Tassos Papaioannou (CYP) |
| 28 februari Vriendschappelijk № 594 «onderlinge duels» |             | 21' Emmanuel Olisadebe 45' Bartosz Karwan 60' Tomasz Hajto 90' Jacek Krzynówek |       | Antonis Papadopoulos Stadion, Larnaca Toeschouwers: 500 Scheidsrechter: Tassos Papaioannou (CYP) |

|                                                             |                                        |       |                                                                  |                                                                                 |
| 24 maart WK-kwalificatie № 595 «onderlinge duels» 16:00 uur | Noorwegen                              | 2 – 3 | Polen                                                            | Ullevaal Stadion, Oslo Toeschouwers: 15.077 Scheidsrechter: Stuart Dougal (SCO) |
| 24 maart WK-kwalificatie № 595 «onderlinge duels» 16:00 uur | John Carew 58' Ole Gunnar Solskjær 66' |       | 23' Emmanuel Olisadebe 29' Emmanuel Olisadebe 80' Bartosz Karwan | Ullevaal Stadion, Oslo Toeschouwers: 15.077 Scheidsrechter: Stuart Dougal (SCO) |

|                                                             |                                                                                         |       |         |                                                                                           |
| 28 maart WK-kwalificatie № 596 «onderlinge duels» 19:00 uur | Polen                                                                                   | 4 – 0 | Armenië | Stadion Wojska Polskiego, Warschau Toeschouwers: 11.000 Scheidsrechter: Eric Poulat (FRA) |
| 28 maart WK-kwalificatie № 596 «onderlinge duels» 19:00 uur | Michał Żewłakow 15' (pen) Emmanuel Olisadebe 41' Marcin Żewłakow 81' Bartosz Karwan 88' |       |         | Stadion Wojska Polskiego, Warschau Toeschouwers: 11.000 Scheidsrechter: Eric Poulat (FRA) |

|                                  |                      |       |                       | |
| 25 april Vriendschappelijk № 597 | Polen                | 1 – 1 | Schotland             | Zdzisław Krzyszkowiak Stadion, Bydgoszcz Toeschouwers: 11.000 Scheidsrechter: Juan Ansategui Roca (ESP) |
| 25 april Vriendschappelijk № 597 | Radosław Kałużny 50' |       | 69' (pen) Scott Booth | Zdzisław Krzyszkowiak Stadion, Bydgoszcz Toeschouwers: 11.000 Scheidsrechter: Juan Ansategui Roca (ESP) |

|                                        |                  |       |                                               |                                                                                   |
| 2 juni WK-kwalificatie № 598 15:00 uur | Wales            | 1 – 2 | Polen                                         | Millennium Stadium, Cardiff Toeschouwers: 48.500 Scheidsrechter: Erol Ersöy (TUR) |
| 2 juni WK-kwalificatie № 598 15:00 uur | Nathan Blake 13' |       | 32' Emmanuel Olisadebe 72' Paweł Kryszałowicz | Millennium Stadium, Cardiff Toeschouwers: 48.500 Scheidsrechter: Erol Ersöy (TUR) |

|                                        |                     |       |                     |                                                                                     |
| 6 juni WK-kwalificatie № 599 20:00 uur | Armenië             | 1 – 1 | Polen               | Hanrapetakan Stadion, Jerevan Toeschouwers: 5.500 Scheidsrechter: Eric Romain (BEL) |
| 6 juni WK-kwalificatie № 599 20:00 uur | Artur Petrosyan 11' |       | 4' Radosław Kałużny | Hanrapetakan Stadion, Jerevan Toeschouwers: 5.500 Scheidsrechter: Eric Romain (BEL) |

|                                               |                      |       |                                |                                                                                           |
| 15 augustus Vriendschappelijk № 600 18:00 uur | IJsland              | 1 – 1 | Polen                          | Laugardalsvöllur, Reykjavík Toeschouwers: 10.000 Scheidsrechter: Mario van der Ende (NED) |
| 15 augustus Vriendschappelijk № 600 18:00 uur | Andri Sigþórsson 87' |       | 17' (e.d.) Hermann Hreiðarsson | Laugardalsvöllur, Reykjavík Toeschouwers: 10.000 Scheidsrechter: Mario van der Ende (NED) |

|                                                                |                                                                   |       |           |                                                                                  |
| 1 september WK-kwalificatie № 601 «onderlinge duels» 17:45 uur | Polen                                                             | 3 – 0 | Noorwegen | Stadion Śląski, Chorzów Toeschouwers: 40.000 Scheidsrechter: Miroslav Liba (CZE) |
| 1 september WK-kwalificatie № 601 «onderlinge duels» 17:45 uur | Paweł Kryszalowicz 45' Emmanuel Olisadebe 77' Marcin Żewłakow 87' |       |           | Stadion Śląski, Chorzów Toeschouwers: 40.000 Scheidsrechter: Miroslav Liba (CZE) |

|                                   |                                                                            |       |                     |                                                                               |
| 5 september WK-kwalificatie № 602 | Wit-Rusland                                                                | 4 – 1 | Polen               | Dinamostadion, Minsk Toeschouwers: 24.302 Scheidsrechter: Konrad Plautz (AUT) |
| 5 september WK-kwalificatie № 602 | Roman Vasilyuk 7' Roman Vasilyuk 46' Roman Vasilyuk 52' Roman Vasilyuk 62' |       | 78' Marcin Żewłakow | Dinamostadion, Minsk Toeschouwers: 24.302 Scheidsrechter: Konrad Plautz (AUT) |

|                                           |                        |       |                        |                                                                                |
| 6 oktober WK-kwalificatie № 603 15:30 uur | Polen                  | 1 – 1 | Oekraïne               | Stadion Śląski, Chorzów Toeschouwers: 20.900 Scheidsrechter: Hugh Dallas (SCO) |
| 6 oktober WK-kwalificatie № 603 15:30 uur | Emmanuel Olisadebe 40' |       | 81' Andrij Sjevtsjenko | Stadion Śląski, Chorzów Toeschouwers: 20.900 Scheidsrechter: Hugh Dallas (SCO) |

|                                               |       |       |          |                                                                                 |
| 14 november Vriendschappelijk № 604 18:00 uur | Polen | 0 – 0 | Kameroen | Stadion Miejski, Poznań Toeschouwers: 22.000 Scheidsrechter: Ľuboš Micheľ (SVK) |
| 14 november Vriendschappelijk № 604 18:00 uur |       |       |          | Stadion Miejski, Poznań Toeschouwers: 22.000 Scheidsrechter: Ľuboš Micheľ (SVK) |

### 2002
|                                                                  |                                               |       |                    |                                                                                    |
| 10 februari Vriendschappelijk № 605 «onderlinge duels» 20:00 uur | Polen                                         | 2 – 1 | Faeröer            | Tsirion Stadion, Limassol Toeschouwers: 650 Scheidsrechter: Costas Theodotou (CYP) |
| 10 februari Vriendschappelijk № 605 «onderlinge duels» 20:00 uur | Maciej Żurawski 11' Maciej Żurawski 42' (pen) |       | 25' Rógvi Jacobsen | Tsirion Stadion, Limassol Toeschouwers: 650 Scheidsrechter: Costas Theodotou (CYP) |

|                                                                  |                                                                                       |       |                 |                                                                                        |
| 13 februari Vriendschappelijk № 606 «onderlinge duels» 19:45 uur | Polen                                                                                 | 4 – 1 | Noord-Ierland   | Tsirion Stadion, Limassol Toeschouwers: 1.200 Scheidsrechter: Tassos Papaioannou (CYP) |
| 13 februari Vriendschappelijk № 606 «onderlinge duels» 19:45 uur | Paweł Kryszałowicz 6' Radosław Kałużny 11' Paweł Kryszałowicz 66' Marcin Żewłakow 69' |       | 17' Steve Lomas | Tsirion Stadion, Limassol Toeschouwers: 1.200 Scheidsrechter: Tassos Papaioannou (CYP) |

|                                                               |       |                                           |       |                                                                                   |
| 27 maart Vriendschappelijk № 607 «onderlinge duels» 16:15 uur | Polen | 0 – 2                                     | Japan | Stadion Widzewa, Łódź Toeschouwers: 10.000 Scheidsrechter: Hermann Albrecht (GER) |
| 27 maart Vriendschappelijk № 607 «onderlinge duels» 16:15 uur |       | 10' Hidetoshi Nakata 42' Naohiro Takahara |       | Stadion Widzewa, Łódź Toeschouwers: 10.000 Scheidsrechter: Hermann Albrecht (GER) |

|                                                               |                  |       |                                |                                                                                                   |
| 17 april Vriendschappelijk № 608 «onderlinge duels» 17:30 uur | Polen            | 1 – 2 | Roemenië                       | Zdzisław Krzyszkowiak Stadion, Bydgoszcz Toeschouwers: 18.000 Scheidsrechter: Yuri Baskakov (RUS) |
| 17 april Vriendschappelijk № 608 «onderlinge duels» 17:30 uur | Tomasz Hajto 85' |       | 30' Ioan Ganea 35' Adrian Mutu | Zdzisław Krzyszkowiak Stadion, Bydgoszcz Toeschouwers: 18.000 Scheidsrechter: Yuri Baskakov (RUS) |

|                                                             |                     |       |         |                                                                                              |
| 18 mei Vriendschappelijk № 609 «onderlinge duels» 19:00 uur | Polen               | 1 – 0 | Estland | Stadion Wojska Polskiego, Warschau Toeschouwers: 6.500 Scheidsrechter: Emil Božinovski (MKD) |
| 18 mei Vriendschappelijk № 609 «onderlinge duels» 19:00 uur | Maciej Żurawski 56' |       |         | Stadion Wojska Polskiego, Warschau Toeschouwers: 6.500 Scheidsrechter: Emil Božinovski (MKD) |

| WK voetbal 2002 |
| --------------- |

|                                                        |                                      |       |       |                                                                                       |
| 4 juni WK-eindronde № 610 «onderlinge duels» 20:30 uur | Zuid-Korea                           | 2 – 0 | Polen | Busan Asiad Main Stadion, Busan Toeschouwers: 48.760 Scheidsrechter: Óscar Ruiz (COL) |
| 4 juni WK-eindronde № 610 «onderlinge duels» 20:30 uur | Hwang Sun-Hong 26' Yoo Sang-Chul 53' |       |       | Busan Asiad Main Stadion, Busan Toeschouwers: 48.760 Scheidsrechter: Óscar Ruiz (COL) |

|                                                         |                                                                     |       |       |                                                                                         |
| 10 juni WK-eindronde № 611 «onderlinge duels» 20:30 uur | Portugal                                                            | 4 – 0 | Polen | Jeonju World Cup Stadion, Jeonju Toeschouwers: 31.000 Scheidsrechter: Hugh Dallas (SCO) |
| 10 juni WK-eindronde № 611 «onderlinge duels» 20:30 uur | Pedro Pauleta 14' Pedro Pauleta 65' Pedro Pauleta 77' Rui Costa 88' |       |       | Jeonju World Cup Stadion, Jeonju Toeschouwers: 31.000 Scheidsrechter: Hugh Dallas (SCO) |

|                                                         |                                                                 |       |                    |                                                                                      |
| 14 juni WK-eindronde № 612 «onderlinge duels» 20:30 uur | Polen                                                           | 3 – 1 | Verenigde Staten   | Daejeon World Cup Stadion, Daejeon Toeschouwers: 26.482 Scheidsrechter: Lu Jun (CHN) |
| 14 juni WK-eindronde № 612 «onderlinge duels» 20:30 uur | Emmanuel Olisadebe 3' Paweł Kryszałowicz 5' Marcin Żewłakow 66' |       | 83' Landon Donovan | Daejeon World Cup Stadion, Daejeon Toeschouwers: 26.482 Scheidsrechter: Lu Jun (CHN) |

| Bondscoach | Bondscoach | Bondscoach | Zbigniew Boniek | 03/03/1956 |
| ---------- | ---------- | ---------- | --------------- | ---------- |

|                                                                  |                    |       |                  |                                                                                               |
| 21 augustus Vriendschappelijk № 613 «onderlinge duels» 20:00 uur | Polen              | 1 – 1 | België           | Stadion Florian Kryger, Szczecin Toeschouwers: 19.000 Scheidsrechter: Martin Ingvarsson (SWE) |
| 21 augustus Vriendschappelijk № 613 «onderlinge duels» 20:00 uur | Maciej Żurawski 5' |       | 42' Wesley Sonck | Stadion Florian Kryger, Szczecin Toeschouwers: 19.000 Scheidsrechter: Martin Ingvarsson (SWE) |

|                                                                |            |                                            |       |                                                                                   |
| 7 september EK-kwalificatie № 614 «onderlinge duels» 20:00 uur | San Marino | 0 – 2                                      | Polen | Stadio Olimpico, Serravalle Toeschouwers: 2.000 Scheidsrechter: Paul McKeon (IRL) |
| 7 september EK-kwalificatie № 614 «onderlinge duels» 20:00 uur |            | 75' Paweł Kaczorowski 88' Mariusz Kukiełka |       | Stadio Olimpico, Serravalle Toeschouwers: 2.000 Scheidsrechter: Paul McKeon (IRL) |

|                                                               |       |                   |         |                                                                                               |
| 12 oktober EK-kwalificatie № 615 «onderlinge duels» 19:00 uur | Polen | 0 – 1             | Letland | Stadion Wojska Polskiego, Warschau Toeschouwers: 12.000 Scheidsrechter: Massimo Busacca (SUI) |
| 12 oktober EK-kwalificatie № 615 «onderlinge duels» 19:00 uur |       | 30' Juris Laizāns |         | Stadion Wojska Polskiego, Warschau Toeschouwers: 12.000 Scheidsrechter: Massimo Busacca (SUI) |

|                                                         |                                              |       |               |                                                                                           |
| 16 oktober Vriendschappelijk № 616 «onderlinge duels» — | Polen                                        | 2 – 0 | Nieuw-Zeeland | Stadion Sportowy KSZO, Ostrowiec Toeschouwers: 8.000 Scheidsrechter: Bertrand Layec (FRA) |
| 16 oktober Vriendschappelijk № 616 «onderlinge duels» — | Krzysztof Ratajczyk 52' Mariusz Kukiełka 87' |       |               | Stadion Sportowy KSZO, Ostrowiec Toeschouwers: 8.000 Scheidsrechter: Bertrand Layec (FRA) |

|                                                                  |                                              |       |       |                                                                           |
| 20 november Vriendschappelijk № 617 «onderlinge duels» 19:15 uur | Denemarken                                   | 2 – 0 | Polen | Parken, Kopenhagen Toeschouwers: 15.364 Scheidsrechter: Ruud Bossen (NED) |
| 20 november Vriendschappelijk № 617 «onderlinge duels» 19:15 uur | Jon Dahl Tomasson 22' Thomas Røll Larsen 72' |       |       | Parken, Kopenhagen Toeschouwers: 15.364 Scheidsrechter: Ruud Bossen (NED) |

### 2003
| Bondscoach | Bondscoach | Bondscoach | Paweł Janas | 04/03/1953 |
| ---------- | ---------- | ---------- | ----------- | ---------- |

|                                               |         |       |       |                                                                                   |
| 12 februari Vriendschappelijk № 618 18:00 uur | Kroatië | 0 – 0 | Polen | Poljud Stadion, Split Toeschouwers: 10.000 Scheidsrechter: Franz-Xaver Wack (GER) |
| 12 februari Vriendschappelijk № 618 18:00 uur |         |       |       | Poljud Stadion, Split Toeschouwers: 10.000 Scheidsrechter: Franz-Xaver Wack (GER) |

|                                                                  |                                                              |       |           |                                                                               |
| 14 februari Vriendschappelijk № 619 «onderlinge duels» 20:00 uur | Polen                                                        | 3 – 0 | Macedonië | Poljud Stadion, Split Toeschouwers: 1.000 Scheidsrechter: Edo Trivković (CRO) |
| 14 februari Vriendschappelijk № 619 «onderlinge duels» 20:00 uur | Andrzej Niedzielan 27' Grzegorz Rasiak 38' Rafał Lasocki 44' |       |           | Poljud Stadion, Split Toeschouwers: 1.000 Scheidsrechter: Edo Trivković (CRO) |

|                                          |       |       |           |                                                                                      |
| 29 maart EK-kwalificatie № 620 20:00 uur | Polen | 0 – 0 | Hongarije | Stadion Śląski, Chorzów Toeschouwers: 48.000 Scheidsrechter: Massimo De Santis (ITA) |
| 29 maart EK-kwalificatie № 620 20:00 uur |       |       |           | Stadion Śląski, Chorzów Toeschouwers: 48.000 Scheidsrechter: Massimo De Santis (ITA) |

|                                                            |                                                                                                  |       |            |                                                                                          |
| 2 april EK-kwalificatie № 621 «onderlinge duels» 20:00 uur | Polen                                                                                            | 5 – 0 | San Marino | Stadion Sportowy KSZO, Ostrowiec Toeschouwers: 8.500 Scheidsrechter: Loizos Loizou (CYP) |
| 2 april EK-kwalificatie № 621 «onderlinge duels» 20:00 uur | Mirosław Szymkowiak 4' Kamil Kosowski 26' Marcin Kuźba 54' Bartosz Karwan 81' Marcin Kuźba 90+3' |       |            | Stadion Sportowy KSZO, Ostrowiec Toeschouwers: 8.500 Scheidsrechter: Loizos Loizou (CYP) |

|                                            |                                                     |       |                     |                                                                                             |
| 30 april Vriendschappelijk № 622 20:30 uur | België                                              | 3 – 1 | Polen               | Koning Boudewijnstadion, Brussel Toeschouwers: 20.000 Scheidsrechter: Dougie McDonald (SCO) |
| 30 april Vriendschappelijk № 622 20:30 uur | Wesley Sonck 27' Thomas Buffel 55' Tom Soetaers 85' |       | 81' Jacek Krzynówek | Koning Boudewijnstadion, Brussel Toeschouwers: 20.000 Scheidsrechter: Dougie McDonald (SCO) |

|                                                             |                                                                      |       |            |                                                                                    |
| 6 juni Vriendschappelijk № 623 «onderlinge duels» 20:15 uur | Polen                                                                | 3 – 0 | Kazachstan | Stadion Miejski, Poznań Toeschouwers: 5.000 Scheidsrechter: Knud Erik Fisker (DEN) |
| 6 juni Vriendschappelijk № 623 «onderlinge duels» 20:15 uur | Artur Wichniarek 2' Tomasz Dawidowski 51' Jacek Krzynówek 82' (pen.) |       |            | Stadion Miejski, Poznań Toeschouwers: 5.000 Scheidsrechter: Knud Erik Fisker (DEN) |

|                                                            |                                                            |       |       |                                                                                       |
| 11 juni EK-kwalificatie № 624 «onderlinge duels» 20:00 uur | Zweden                                                     | 3 – 0 | Polen | Råsundastadion, Stockholm Toeschouwers: 35.220 Scheidsrechter: Gilles Veissière (FRA) |
| 11 juni EK-kwalificatie № 624 «onderlinge duels» 20:00 uur | Anders Svensson 14' Marcus Allbäck 42' Anders Svensson 70' |       |       | Råsundastadion, Stockholm Toeschouwers: 35.220 Scheidsrechter: Gilles Veissière (FRA) |

|                                                                  |                   |       |                                              |                                                                                       |
| 20 augustus Vriendschappelijk № 625 «onderlinge duels» 19:30 uur | Estland           | 1 – 2 | Polen                                        | A. Le Coq Arena, Tallinn Toeschouwers: 4.500 Scheidsrechter: Stefan Johannesson (SWE) |
| 20 augustus Vriendschappelijk № 625 «onderlinge duels» 19:30 uur | Marek Lemsalu 90' |       | 51' Radosław Sobolewski 89' Artur Wichniarek | A. Le Coq Arena, Tallinn Toeschouwers: 4.500 Scheidsrechter: Stefan Johannesson (SWE) |

|                                                                |         |                                         |       |                                                                               |
| 6 september EK-kwalificatie № 626 «onderlinge duels» 19:30 uur | Letland | 0 – 2                                   | Polen | Skonto Stadion, Riga Toeschouwers: 8.000 Scheidsrechter: Kyros Vassaras (GRE) |
| 6 september EK-kwalificatie № 626 «onderlinge duels» 19:30 uur |         | 36' Mirosław Szymkowiak 38' Tomasz Kłos |       | Skonto Stadion, Riga Toeschouwers: 8.000 Scheidsrechter: Kyros Vassaras (GRE) |

|                                                                 |       |                                     |        |                                                                               |
| 10 september EK-kwalificatie № 627 «onderlinge duels» 20:15 uur | Polen | 0 – 2                               | Zweden | Stadion Śląski, Chorzów Toeschouwers: 20.000 Scheidsrechter: Mike Riley (ENG) |
| 10 september EK-kwalificatie № 627 «onderlinge duels» 20:15 uur |       | 3' Mikael Nilsson 37' Olof Mellberg |        | Stadion Śląski, Chorzów Toeschouwers: 20.000 Scheidsrechter: Mike Riley (ENG) |

|                                            |                  |       |                                               | |
| 11 oktober EK-kwalificatie № 628 17:00 uur | Hongarije        | 1 – 2 | Polen                                         | Ferenc Puskás Stadion, Boedapest Toeschouwers: 20.000 Scheidsrechter: Manuel Mejuto González (ESP) |
| 11 oktober EK-kwalificatie № 628 17:00 uur | Imre Szabics 49' |       | 10' Andrzej Niedzielan 62' Andrzej Niedzielan | Ferenc Puskás Stadion, Boedapest Toeschouwers: 20.000 Scheidsrechter: Manuel Mejuto González (ESP) |

|                                               |                                                  |       |                     |                                                                                        |
| 12 november Vriendschappelijk № 629 20:45 uur | Polen                                            | 3 – 1 | Italië              | Stadion Polonii, Warschau Toeschouwers: 7.000 Scheidsrechter: Tom Henning Øvrebø (NOR) |
| 12 november Vriendschappelijk № 629 20:45 uur | Jacek Bąk 6' Tomasz Kłos 18' Jacek Krzynówek 85' |       | 19' Antonio Cassano | Stadion Polonii, Warschau Toeschouwers: 7.000 Scheidsrechter: Tom Henning Øvrebø (NOR) |

|                                                                  |                                                                                   |       |                                                        |                                                                                    |
| 16 november Vriendschappelijk № 630 «onderlinge duels» 17:15 uur | Polen                                                                             | 4 – 3 | Servië en Montenegro                                   | Stadion Polonii, Warschau Toeschouwers: 9.000 Scheidsrechter: Michael Weiner (GER) |
| 16 november Vriendschappelijk № 630 «onderlinge duels» 17:15 uur | Andrzej Niedzielan 27' Grzegorz Rasiak 30' Kamil Kosowski 73' Maciej Żurawski 82' |       | 70' Dejan Stanković 78' Zvonimir Vukić 87' Ivica Iliev | Stadion Polonii, Warschau Toeschouwers: 9.000 Scheidsrechter: Michael Weiner (GER) |

|                                               |       |                                                                                |       |                                                                                        |
| 11 december Vriendschappelijk № 631 17:00 uur | Malta | 0 – 4                                                                          | Polen | Ta' Qali Stadium, Ta' Qali Toeschouwers: 200 Scheidsrechter: Georgios Kasnaferis (GRE) |
| 11 december Vriendschappelijk № 631 17:00 uur |       | 54' Jarosław Bieniuk 56' Sebastian Mila 83' Adrian Sikora 88' Marcin Burkhardt |       | Ta' Qali Stadium, Ta' Qali Toeschouwers: 200 Scheidsrechter: Georgios Kasnaferis (GRE) |

|                                               |                                                          |       |                            |                                                                                  |
| 14 december Vriendschappelijk № 632 17:15 uur | Polen                                                    | 3 – 1 | Litouwen                   | Ta' Qali Stadium, Ta' Qali Toeschouwers: 150 Scheidsrechter: Joseph Attard (MLT) |
| 14 december Vriendschappelijk № 632 17:15 uur | Grzegorz Rasiak 8' Sebastian Mila 11' Ireneusz Jeleń 50' |       | 6' Gediminas Butrimavičius | Ta' Qali Stadium, Ta' Qali Toeschouwers: 150 Scheidsrechter: Joseph Attard (MLT) |

### 2004
|                                                                  |                                           |       |          |                                                                                                   |
| 18 februari Vriendschappelijk № 633 «onderlinge duels» 20:00 uur | Polen                                     | 2 – 0 | Slovenië | Estadio Municipal Bahía Sur, San Fernando Toeschouwers: 150 Scheidsrechter: Francisco López (ESP) |
| 18 februari Vriendschappelijk № 633 «onderlinge duels» 20:00 uur | Sebastian Mila 24' Andrzej Niedzielan 65' |       |          | Estadio Municipal Bahía Sur, San Fernando Toeschouwers: 150 Scheidsrechter: Francisco López (ESP) |

|                                                                  | |       |         |                                                                                       |
| 21 februari Vriendschappelijk № 634 «onderlinge duels» 17:15 uur | Polen | 6 – 0 | Faeröer | Roku, San Fernando (Spanje) Toeschouwers: 100 Scheidsrechter: Abraham Domínguez (ESP) |
| 21 februari Vriendschappelijk № 634 «onderlinge duels» 17:15 uur | Paweł Kryszałowicz 9' Paweł Kryszałowicz 40' Paweł Kryszałowicz 41' Paweł Kryszałowicz 43' Tomasz Kłos 61' Mariusz Kukiełka 87' |       |         | Roku, San Fernando (Spanje) Toeschouwers: 100 Scheidsrechter: Abraham Domínguez (ESP) |

|                                            |       |                      |                  |                                                                                           |
| 31 maart Vriendschappelijk № 635 20:35 uur | Polen | 0 – 1                | Verenigde Staten | Kazimierz Górski Stadion, Płock Toeschouwers: 10.500 Scheidsrechter: Tommy Skjerven (NOR) |
| 31 maart Vriendschappelijk № 635 20:35 uur |       | 26' DaMarcus Beasley |                  | Kazimierz Górski Stadion, Płock Toeschouwers: 10.500 Scheidsrechter: Tommy Skjerven (NOR) |

|                                            |       |       |         |                                                                                                   |
| 28 april Vriendschappelijk № 636 18:00 uur | Polen | 0 – 0 | Ierland | Zdzisław Krzyszkowiak Stadion, Bydgoszcz Toeschouwers: 15.500 Scheidsrechter: Sergei Shebek (UKR) |
| 28 april Vriendschappelijk № 636 18:00 uur |       |       |         | Zdzisław Krzyszkowiak Stadion, Bydgoszcz Toeschouwers: 15.500 Scheidsrechter: Sergei Shebek (UKR) |

|                                          |                         |       |             |                                                                                 |
| 29 mei Vriendschappelijk № 637 20:00 uur | Polen                   | 1 – 0 | Griekenland | Stadion Miejski, Poznań Toeschouwers: 17.000 Scheidsrechter: Petteri Kari (FIN) |
| 29 mei Vriendschappelijk № 637 20:00 uur | Mihalis Kapsis 17' (ed) |       |             | Stadion Miejski, Poznań Toeschouwers: 17.000 Scheidsrechter: Petteri Kari (FIN) |

|                                          |                                                             |       |                     |                                                                                 |
| 5 juni Vriendschappelijk № 638 18:30 uur | Zweden                                                      | 3 – 1 | Polen               | Råsundastadion, Stockholm Toeschouwers: 28.281 Scheidsrechter: Alan Kelly (IRL) |
| 5 juni Vriendschappelijk № 638 18:30 uur | Henrik Larsson 42' Andreas Jakobsson 54' Marcus Allbäck 72' |       | 89' Damian Gorawski | Råsundastadion, Stockholm Toeschouwers: 28.281 Scheidsrechter: Alan Kelly (IRL) |

|                                 |                      |       |                      |                                                                                   |
| 11 juli Vriendschappelijk № 639 | Verenigde Staten     | 1 – 1 | Polen                | Soldier Field, Chicago Toeschouwers: 39.529 Scheidsrechter: Silviu Petrescu (CAN) |
| 11 juli Vriendschappelijk № 639 | Carlos Bocanegra 88' |       | 76' Piotr Włodarczyk | Soldier Field, Chicago Toeschouwers: 39.529 Scheidsrechter: Silviu Petrescu (CAN) |

|                                                                  |                     |       |                                                                                         |                                                                              |
| 18 augustus Vriendschappelijk № 640 «onderlinge duels» 19:00 uur | Polen               | 1 – 5 | Denemarken                                                                              | Stadion Miejski, Poznań Toeschouwers: 4.500 Scheidsrechter: Ivan Bebek (CRO) |
| 18 augustus Vriendschappelijk № 640 «onderlinge duels» 19:00 uur | Maciej Żurawski 76' |       | 23' Peter Madsen 30' Peter Madsen 51' Thomas Gaardsøe 86' Claus Jensen 90' Peter Madsen | Stadion Miejski, Poznań Toeschouwers: 4.500 Scheidsrechter: Ivan Bebek (CRO) |

|                                             |               |                                                             |       |                                                                               |
| 4 september WK-kwalificatie № 641 16:00 uur | Noord-Ierland | 0 – 3                                                       | Polen | Windsor Park, Belfast Toeschouwers: 14.000 Scheidsrechter: Jan Wegereef (NED) |
| 4 september WK-kwalificatie № 641 16:00 uur |               | 4' Maciej Żurawski 37' Piotr Włodarczyk 57' Jacek Krzynówek |       | Windsor Park, Belfast Toeschouwers: 14.000 Scheidsrechter: Jan Wegereef (NED) |

|                                             |                     |       |                                                 |                                                                                   |
| 8 september WK-kwalificatie № 642 20:30 uur | Polen               | 1 – 2 | Engeland                                        | Stadion Śląski, Chorzów Toeschouwers: 45.000 Scheidsrechter: Stefano Farina (ITA) |
| 8 september WK-kwalificatie № 642 20:30 uur | Maciej Żurawski 48' |       | 37' Jermain Defoe 58' (e.d.) Arkadiusz Głowacki | Stadion Śląski, Chorzów Toeschouwers: 45.000 Scheidsrechter: Stefano Farina (ITA) |

|                                           |                   |       |                                                               |                                                                                        |
| 9 oktober WK-kwalificatie № 643 20:30 uur | Oostenrijk        | 1 – 3 | Polen                                                         | Ernst-Happel-Stadion, Wenen Toeschouwers: 46.100 Scheidsrechter: Lucílio Batista (POR) |
| 9 oktober WK-kwalificatie № 643 20:30 uur | Markus Schopp 30' |       | 9' Radosław Kałużny 79' Jacek Krzynówek 90' Tomasz Frankowski | Ernst-Happel-Stadion, Wenen Toeschouwers: 46.100 Scheidsrechter: Lucílio Batista (POR) |

|                                            |                                      |       |                                                               |                                                                                   |
| 13 oktober WK-kwalificatie № 644 21:00 uur | Wales                                | 2 – 3 | Polen                                                         | Millennium Stadium, Cardiff Toeschouwers: 74.000 Scheidsrechter: Alain Sars (FRA) |
| 13 oktober WK-kwalificatie № 644 21:00 uur | Robert Earnshaw 55' John Hartson 90' |       | 72' Tomasz Frankowski 81' Maciej Żurawski 85' Jacek Krzynówek | Millennium Stadium, Cardiff Toeschouwers: 74.000 Scheidsrechter: Alain Sars (FRA) |

|                                               |           |       |       |                                                                                         |
| 17 november Vriendschappelijk № 645 21:00 uur | Frankrijk | 0 – 0 | Polen | Stade de France, Parijs Toeschouwers: 50.480 Scheidsrechter: Olegário Benquerença (POR) |
| 17 november Vriendschappelijk № 645 21:00 uur |           |       |       | Stade de France, Parijs Toeschouwers: 50.480 Scheidsrechter: Olegário Benquerença (POR) |

### 2005
|                                                                 |                     |       |                                                           |                                                                                                  |
| 9 februari Vriendschappelijk № 646 «onderlinge duels» 20:00 uur | Polen               | 1 – 3 | Wit-Rusland                                               | Stadion Dyskobolia, Grodzisk Wielkopolski Toeschouwers: 6.000 Scheidsrechter: Audrius Žuta (LTU) |
| 9 februari Vriendschappelijk № 646 «onderlinge duels» 20:00 uur | Maciej Żurawski 51' |       | 8' Aljaksandr Hleb 84' Vjatsjaslaw Hleb 90' Andrey Lavrik | Stadion Dyskobolia, Grodzisk Wielkopolski Toeschouwers: 6.000 Scheidsrechter: Audrius Žuta (LTU) |

|                                                             | |       |              |                                                                                                  |
| 26 maart WK-kwalificatie № 647 «onderlinge duels» 18:00 uur | Polen | 8 – 0 | Azerbeidzjan | Stadion Wojska Polskiego, Warschau Toeschouwers: 10.000 Scheidsrechter: Nicolai Vollquartz (DEN) |
| 26 maart WK-kwalificatie № 647 «onderlinge duels» 18:00 uur | Tomasz Frankowski 12' Aftandil Hadjiev 16' (ed) Kamil Kosowski 41' Tomasz Frankowski 63' Tomasz Frankowski 67' Jacek Krzynówek 73' Marek Saganowski 85' Marek Saganowski 90' |       |              | Stadion Wojska Polskiego, Warschau Toeschouwers: 10.000 Scheidsrechter: Nicolai Vollquartz (DEN) |

|                                                             |                     |       |               |                                                                                                |
| 30 maart WK-kwalificatie № 648 «onderlinge duels» 20:00 uur | Polen               | 1 – 0 | Noord-Ierland | Stadion Wojska Polskiego, Warschau Toeschouwers: 15.000 Scheidsrechter: Peter Fröjdfeldt (SWE) |
| 30 maart WK-kwalificatie № 648 «onderlinge duels» 20:00 uur | Maciej Żurawski 86' |       |               | Stadion Wojska Polskiego, Warschau Toeschouwers: 15.000 Scheidsrechter: Peter Fröjdfeldt (SWE) |

|                                                               |                   |       |                  |                                                                                   |
| 28 april Vriendschappelijk № 649 «onderlinge duels» 20:30 uur | Mexico            | 1 – 1 | Polen            | Soldier Field, Chicago Toeschouwers: 54.427 Scheidsrechter: Michael Kennedy (USA) |
| 28 april Vriendschappelijk № 649 «onderlinge duels» 20:30 uur | Ramón Morales 51' |       | 71' Paweł Brożek | Soldier Field, Chicago Toeschouwers: 54.427 Scheidsrechter: Michael Kennedy (USA) |

|                                                             |                    |       |         |                                                                                            |
| 29 mei Vriendschappelijk № 650 «onderlinge duels» 17:30 uur | Polen              | 1 – 0 | Albanië | Stadion Florian Kryger, Szczecin Toeschouwers: 15.000 Scheidsrechter: Michael Weiner (GER) |
| 29 mei Vriendschappelijk № 650 «onderlinge duels» 17:30 uur | Maciej Żurawski 1' |       |         | Stadion Florian Kryger, Szczecin Toeschouwers: 15.000 Scheidsrechter: Michael Weiner (GER) |

|                                                           |              |                                                           |       |                                                                                          |
| 4 juni WK-kwalificatie № 651 «onderlinge duels» 17:00 uur | Azerbeidzjan | 0 – 3                                                     | Polen | Tofikh Bakhramovstadion, Bakoe Toeschouwers: 8.000 Scheidsrechter: Alberto Undiano (ESP) |
| 4 juni WK-kwalificatie № 651 «onderlinge duels» 17:00 uur |              | 28' Tomasz Frankowski 57' Tomasz Kłos 79' Maciej Żurawski |       | Tofikh Bakhramovstadion, Bakoe Toeschouwers: 8.000 Scheidsrechter: Alberto Undiano (ESP) |

|                                                                  |                                                                        |       |                                    |                                                                                        |
| 15 augustus Vriendschappelijk № 652 «onderlinge duels» 16:15 uur | Polen                                                                  | 3 – 2 | Servië en Montenegro               | Valeri Lobanovskystadion, Kiev Toeschouwers: 2.000 Scheidsrechter: Oleh Oriechov (UKR) |
| 15 augustus Vriendschappelijk № 652 «onderlinge duels» 16:15 uur | Tomasz Frankowski 30' Grzegorz Rasiak 37' Tomasz Frankowski 42' (pen.) |       | 32' Nikola Žigić 59' Nemanja Vidić | Valeri Lobanovskystadion, Kiev Toeschouwers: 2.000 Scheidsrechter: Oleh Oriechov (UKR) |

|                                                                  |                                                                 |       |                                 |                                                                                         |
| 17 augustus Vriendschappelijk № 653 «onderlinge duels» 20:00 uur | Polen                                                           | 3 – 2 | Israël                          | Valeri Lobanovskystadion, Kiev Toeschouwers: 3.500 Scheidsrechter: Milan Karadžić (SCG) |
| 17 augustus Vriendschappelijk № 653 «onderlinge duels» 20:00 uur | Mirosław Szymkowiak 19' Grzegorz Rasiak 77' Grzegorz Rasiak 89' |       | 35' Walid Badir 47' Yaniv Katan | Valeri Lobanovskystadion, Kiev Toeschouwers: 3.500 Scheidsrechter: Milan Karadžić (SCG) |

|                                                                |                                                               |       |                                 |                                                                                      |
| 3 september WK-kwalificatie № 654 «onderlinge duels» 20:30 uur | Polen                                                         | 3 – 2 | Oostenrijk                      | Stadion Śląski, Chorzów Toeschouwers: 45.000 Scheidsrechter: Massimo De Santis (ITA) |
| 3 september WK-kwalificatie № 654 «onderlinge duels» 20:30 uur | Euzebiusz Smolarek 13' Kamil Kosowski 23' Maciej Żurawski 68' |       | 61' Roland Linz 80' Roland Linz | Stadion Śląski, Chorzów Toeschouwers: 45.000 Scheidsrechter: Massimo De Santis (ITA) |

|                                                                |                           |       |       |                                                                                               |
| 7 september WK-kwalificatie № 655 «onderlinge duels» 20:30 uur | Polen                     | 1 – 0 | Wales | Stadion Wojska Polskiego, Warschau Toeschouwers: 14.000 Scheidsrechter: Claus Bo Larsen (DEN) |
| 7 september WK-kwalificatie № 655 «onderlinge duels» 20:30 uur | Maciej Żurawski 54' (pen) |       |       | Stadion Wojska Polskiego, Warschau Toeschouwers: 14.000 Scheidsrechter: Claus Bo Larsen (DEN) |

|                                                                |                                                                   |       |                                               |                                                                                                |
| 7 oktober Vriendschappelijk № 656 «onderlinge duels» 17:00 uur | Polen                                                             | 3 – 2 | IJsland                                       | Stadion Wojska Polskiego, Warschau Toeschouwers: 8.000 Scheidsrechter: Stanislav Suchina (RUS) |
| 7 oktober Vriendschappelijk № 656 «onderlinge duels» 17:00 uur | Jacek Krzynówek 26' Marcin Baszczyński 57' Euzebiusz Smolarek 64' |       | 15' Kristján Sigurðsson 39' Hannes Sigurðsson | Stadion Wojska Polskiego, Warschau Toeschouwers: 8.000 Scheidsrechter: Stanislav Suchina (RUS) |

|                                                               |                                    |       |                       |                                                                                        |
| 12 oktober WK-kwalificatie № 657 «onderlinge duels» 20:45 uur | Engeland                           | 2 – 1 | Polen                 | Old Trafford, Manchester Toeschouwers: 65.467 Scheidsrechter: Kim Milton Nielsen (DEN) |
| 12 oktober WK-kwalificatie № 657 «onderlinge duels» 20:45 uur | Michael Owen 43' Frank Lampard 80' |       | 45' Tomasz Frankowski | Old Trafford, Manchester Toeschouwers: 65.467 Scheidsrechter: Kim Milton Nielsen (DEN) |

|                                                                  |                                                          |       |         |                                                                                |
| 13 november Vriendschappelijk № 658 «onderlinge duels» 17:45 uur | Polen                                                    | 3 – 0 | Ecuador | Mini Estadi, Barcelona Toeschouwers: 6.000 Scheidsrechter: Xavier Moreno (ESP) |
| 13 november Vriendschappelijk № 658 «onderlinge duels» 17:45 uur | Tomasz Kłos 2' Euzebiusz Smolarek 58' Sebastian Mila 90' |       |         | Mini Estadi, Barcelona Toeschouwers: 6.000 Scheidsrechter: Xavier Moreno (ESP) |

|                                                                  |                                                                |       |                    |                                                                                         |
| 16 november Vriendschappelijk № 659 «onderlinge duels» 20:30 uur | Polen                                                          | 3 – 1 | Estland            | Stadion Sportowy KSZO, Ostrowiec Toeschouwers: 8.500 Scheidsrechter: Jouni Hyytiä (FIN) |
| 16 november Vriendschappelijk № 659 «onderlinge duels» 20:30 uur | Mariusz Lewandowski 8' Sebastian Mila 57' Grzegorz Piechna 87' |       | 68' Ingemar Teever | Stadion Sportowy KSZO, Ostrowiec Toeschouwers: 8.500 Scheidsrechter: Jouni Hyytiä (FIN) |

### 2006
|                                           |       |                   |                  |                                                                                                   |
| 1 maart Vriendschappelijk № 660 20:00 uur | Polen | 0 – 1             | Verenigde Staten | Fritz-Walter-Stadion, Kaiserslautern Toeschouwers: 13.395 Scheidsrechter: Thorsten Kinhöfer (GER) |
| 1 maart Vriendschappelijk № 660 20:00 uur |       | 48' Clint Dempsey |                  | Fritz-Walter-Stadion, Kaiserslautern Toeschouwers: 13.395 Scheidsrechter: Thorsten Kinhöfer (GER) |

|                                            |                          |       |                                  |                                                                                               |
| 28 maart Vriendschappelijk № 661 19:45 uur | Saoedi-Arabië            | 1 – 2 | Polen                            | Prince Faisal bin Fahd Stadion, Riyad Toeschouwers: 2.000 Scheidsrechter: Ali Al-Mutlaq (KSA) |
| 28 maart Vriendschappelijk № 661 19:45 uur | Redha Tukar Fallatah 27' |       | 7' Łukasz Sosin 63' Łukasz Sosin | Prince Faisal bin Fahd Stadion, Riyad Toeschouwers: 2.000 Scheidsrechter: Ali Al-Mutlaq (KSA) |

|                                         |       |                       |          |                                                                                  |
| 2 mei Vriendschappelijk № 662 20:00 uur | Polen | 0 – 1                 | Litouwen | GKS Stadion, Bełchatów Toeschouwers: 5.500 Scheidsrechter: Emil Božinovski (MKD) |
| 2 mei Vriendschappelijk № 662 20:00 uur |       | 14' Andrius Gedgaudas |          | GKS Stadion, Bełchatów Toeschouwers: 5.500 Scheidsrechter: Emil Božinovski (MKD) |

|                                                             |                                                                                 |       |         |                                                                                 |
| 14 mei Vriendschappelijk № 663 «onderlinge duels» 17:25 uur | Polen                                                                           | 4 – 0 | Faeröer | Stadion Główny, Wronki Toeschouwers: 3.500 Scheidsrechter: Arkadiusz Prus (USA) |
| 14 mei Vriendschappelijk № 663 «onderlinge duels» 17:25 uur | Sebastian Mila 15' Grzegorz Rasiak 48' Marek Saganowski 73' Grzegorz Rasiak 84' |       |         | Stadion Główny, Wronki Toeschouwers: 3.500 Scheidsrechter: Arkadiusz Prus (USA) |

|                                          |                    |       |                                     |                                                                                |
| 30 mei Vriendschappelijk № 664 18:00 uur | Polen              | 1 – 2 | Colombia                            | Stadion Śląski, Chorzów Toeschouwers: 40.000 Scheidsrechter: Zsolt Szabó (HON) |
| 30 mei Vriendschappelijk № 664 18:00 uur | Ireneusz Jeleń 90' |       | 19' Elkin Murillo 63' Luis Martínez | Stadion Śląski, Chorzów Toeschouwers: 40.000 Scheidsrechter: Zsolt Szabó (HON) |

|                                          |                        |       |         |                                                                                     |
| 3 juni Vriendschappelijk № 665 17:30 uur | Polen                  | 1 – 0 | Kroatië | Volkswagen-Arena, Wolfsburg Toeschouwers: 8.000 Scheidsrechter: Florian Meyer (GER) |
| 3 juni Vriendschappelijk № 665 17:30 uur | Euzebiusz Smolarek 54' |       |         | Volkswagen-Arena, Wolfsburg Toeschouwers: 8.000 Scheidsrechter: Florian Meyer (GER) |

| WK voetbal 2006 |
| --------------- |

|                                     |       |           |                                        |                                                                                       |
| 9 juni WK-eindronde № 666 21:00 uur | Polen | 0 – 2     | Ecuador                                | Veltins-Arena, Gelsenkirchen Toeschouwers: 65.000 Scheidsrechter: Toru Kamikawa (JPN) |
| 9 juni WK-eindronde № 666 21:00 uur |       | (details) | 24' Carlos Tenorio 80' Agustín Delgado | Veltins-Arena, Gelsenkirchen Toeschouwers: 65.000 Scheidsrechter: Toru Kamikawa (JPN) |

|                                      |                       |           |       |                                                                                             |
| 14 juni WK-eindronde № 667 21:00 uur | Duitsland             | 1 – 0     | Polen | Westfalenstadion, Dortmund Toeschouwers: 65.000 Scheidsrechter: Luis Medina Cantalejo (ESP) |
| 14 juni WK-eindronde № 667 21:00 uur | Oliver Neuville 90+1' | (details) |       | Westfalenstadion, Dortmund Toeschouwers: 65.000 Scheidsrechter: Luis Medina Cantalejo (ESP) |

|                                      |                  |           |                                         |                                                                               |
| 20 juni WK-eindronde № 668 16:00 uur | Costa Rica       | 1 – 2     | Polen                                   | AWD-Arena, Hannover Toeschouwers: 43.000 Scheidsrechter: Shamsul Maidin (SIN) |
| 20 juni WK-eindronde № 668 16:00 uur | Ronald Gómez 25' | (details) | 33' Bartosz Bosacki 66' Bartosz Bosacki | AWD-Arena, Hannover Toeschouwers: 43.000 Scheidsrechter: Shamsul Maidin (SIN) |

| Bondscoach | Bondscoach | Bondscoach | Leo Beenhakker | 02/08/1942 |
| ---------- | ---------- | ---------- | -------------- | ---------- |

|                                               |                                           |       |       |                                                                            |
| 16 augustus Vriendschappelijk № 669 20:00 uur | Denemarken                                | 2 – 0 | Polen | Fionia Park, Odense Toeschouwers: 10.000 Scheidsrechter: Tony Asumaa (FIN) |
| 16 augustus Vriendschappelijk № 669 20:00 uur | Nicklas Bendtner 32' Dennis Rommedahl 62' |       |       | Fionia Park, Odense Toeschouwers: 10.000 Scheidsrechter: Tony Asumaa (FIN) |

|                                             |                    |       |                                                             | |
| 2 september EK-kwalificatie № 670 20:30 uur | Polen              | 1 – 3 | Finland                                                     | Zdzisław Krzyszkowiak Stadion, Bydgoszcz Toeschouwers: 17.000 Scheidsrechter: Laurent Duhamel (FRA) |
| 2 september EK-kwalificatie № 670 20:30 uur | Łukasz Garguła 90' |       | 54' Jari Litmanen 76' (pen) Jari Litmanen 85' Mika Väyrynen | Zdzisław Krzyszkowiak Stadion, Bydgoszcz Toeschouwers: 17.000 Scheidsrechter: Laurent Duhamel (FRA) |

|                                                                |                       |       |                   |                                                                                          |
| 6 september EK-kwalificatie № 671 «onderlinge duels» 20:30 uur | Polen                 | 1 – 1 | Servië            | Stadion Wojska Polskiego, Warschau Toeschouwers: 6.500 Scheidsrechter: Graham Poll (ENG) |
| 6 september EK-kwalificatie № 671 «onderlinge duels» 20:30 uur | Radosław Matusiak 30' |       | 71' Danko Lazović | Stadion Wojska Polskiego, Warschau Toeschouwers: 6.500 Scheidsrechter: Graham Poll (ENG) |

|                                           |            |                        |       |                                                                                  |
| 7 oktober EK-kwalificatie № 672 17:00 uur | Kazachstan | 0 – 1                  | Polen | Ortalyk Stadion, Almaty Toeschouwers: 20.000 Scheidsrechter: Edo Trivković (CRO) |
| 7 oktober EK-kwalificatie № 672 17:00 uur |            | 52' Euzebiusz Smolarek |       | Ortalyk Stadion, Almaty Toeschouwers: 20.000 Scheidsrechter: Edo Trivković (CRO) |

|                                            |                                              |       |                |                                                                                   |
| 11 oktober EK-kwalificatie № 673 20:30 uur | Polen                                        | 2 – 1 | Portugal       | Stadion Śląski, Chorzów Toeschouwers: 40.000 Scheidsrechter: Wolfgang Stark (GER) |
| 11 oktober EK-kwalificatie № 673 20:30 uur | Euzebiusz Smolarek 9' Euzebiusz Smolarek 18' |       | 90' Nuno Gomes | Stadion Śląski, Chorzów Toeschouwers: 40.000 Scheidsrechter: Wolfgang Stark (GER) |

|                                             |        |                       |       |                                                                                           |
| 15 november EK-kwalificatie № 674 20:30 uur | België | 0 – 1                 | Polen | Koning Boudewijnstadion, Brussel Toeschouwers: 40.000 Scheidsrechter: Stuart Dougal (SCO) |
| 15 november EK-kwalificatie № 674 20:30 uur |        | 19' Radosław Matusiak |       | Koning Boudewijnstadion, Brussel Toeschouwers: 40.000 Scheidsrechter: Stuart Dougal (SCO) |

|                                              |                                                           |       | |                                                                                           |
| 6 december Vriendschappelijk № 675 15:00 uur | Arabische Emiraten                                        | 2 – 5 | Polen | Al Nahyan Stadion, Abu Dhabi Toeschouwers: 1.000 Scheidsrechter: Abdullah Al-Hilali (OMA) |
| 6 december Vriendschappelijk № 675 15:00 uur | Subait Khater Al-Mekhaini 26' Mohammed Al-Naqbi 86' (pen) |       | 8' Bartłomiej Grzelak 17' Marcin Wasilewski 50' Bartłomiej Grzelak 87' Paweł Magdoń 90' Radosław Matusiak | Al Nahyan Stadion, Abu Dhabi Toeschouwers: 1.000 Scheidsrechter: Abdullah Al-Hilali (OMA) |

### 2007
|                                              |                                                                           |       |         |                                                                                             |
| 3 februari Vriendschappelijk № 676 20:30 uur | Polen                                                                     | 4 – 0 | Estland | Estadio Municipal de Chapín, Jerez Toeschouwers: 150 Scheidsrechter: Daniel Bancalero (ESP) |
| 3 februari Vriendschappelijk № 676 20:30 uur | Dariusz Dudka 25' Adam Kokoszka 32' Maciej Iwański 70' Paweł Golański 76' |       |         | Estadio Municipal de Chapín, Jerez Toeschouwers: 150 Scheidsrechter: Daniel Bancalero (ESP) |

|                                                                 |                                                 |       |                                     | |
| 7 februari Vriendschappelijk № 677 «onderlinge duels» 20:30 uur | Polen                                           | 2 – 2 | Slowakije                           | Estadio Municipal de Chapín, Jerez Toeschouwers: 200 Scheidsrechter: Juan Antonio Perdigones (ESP) |
| 7 februari Vriendschappelijk № 677 «onderlinge duels» 20:30 uur | Michał Żewłakow 48' (pen) Radosław Matusiak 79' |       | 1' Martin Jakubko 45' Martin Škrteľ | Estadio Municipal de Chapín, Jerez Toeschouwers: 200 Scheidsrechter: Juan Antonio Perdigones (ESP) |

|                                          | |       |              |                                                                                                  |
| 24 maart EK-kwalificatie № 678 18:00 uur | Polen                                                                                                 | 5 – 0 | Azerbeidzjan | Stadion Wojska Polskiego, Warschau Toeschouwers: 14.000 Scheidsrechter: Kristinn Jakobsson (ISL) |
| 24 maart EK-kwalificatie № 678 18:00 uur | Jacek Bąk 2' Dariusz Dudka 5' Wojciech Łobodziński 33' Jacek Krzynówek 58' Przemysław Kaźmierczak 83' |       |              | Stadion Wojska Polskiego, Warschau Toeschouwers: 14.000 Scheidsrechter: Kristinn Jakobsson (ISL) |

|                                          |                     |       |         |                                                                                        |
| 28 maart EK-kwalificatie № 679 20:30 uur | Polen               | 1 – 0 | Armenië | Kielce City Stadion, Kielce Toeschouwers: 15.500 Scheidsrechter: Alberto Undiano (ESP) |
| 28 maart EK-kwalificatie № 679 20:30 uur | Maciej Żurawski 26' |       |         | Kielce City Stadion, Kielce Toeschouwers: 15.500 Scheidsrechter: Alberto Undiano (ESP) |

|                                        |                     |       |                                                                |                                                                                            |
| 2 juni EK-kwalificatie № 680 18:00 uur | Azerbeidzjan        | 1 – 3 | Polen                                                          | Tofikh Bakhramovstadion, Bakoe Toeschouwers: 26.000 Scheidsrechter: Kostas Kapitanís (CYP) |
| 2 juni EK-kwalificatie № 680 18:00 uur | Branimir Subaşiç 5' |       | 63' Euzebiusz Smolarek 66' Jacek Krzynówek 90' Jacek Krzynówek | Tofikh Bakhramovstadion, Bakoe Toeschouwers: 26.000 Scheidsrechter: Kostas Kapitanís (CYP) |

|                                        |                       |       |       |                                                                                 |
| 6 juni EK-kwalificatie № 681 17:30 uur | Armenië               | 1 – 0 | Polen | Hrazdan Stadion, Jerevan Toeschouwers: 13.500 Scheidsrechter: Pavel Balaj (ROM) |
| 6 juni EK-kwalificatie № 681 17:30 uur | Hamlet Mchitarjan 66' |       |       | Hrazdan Stadion, Jerevan Toeschouwers: 13.500 Scheidsrechter: Pavel Balaj (ROM) |

|                                                                  |                                             |       |                                              |                                                                                      |
| 22 augustus Vriendschappelijk № 682 «onderlinge duels» 17:00 uur | Rusland                                     | 2 – 2 | Polen                                        | Lokomotiv Stadion, Moskou Toeschouwers: 15.000 Scheidsrechter: Vladimír Hriňák (SVK) |
| 22 augustus Vriendschappelijk № 682 «onderlinge duels» 17:00 uur | Dmitri Sytsjov 21' Roman Pavljoetsjenko 34' |       | 73' Jacek Krzynówek 77' Jakub Błaszczykowski | Lokomotiv Stadion, Moskou Toeschouwers: 15.000 Scheidsrechter: Vladimír Hriňák (SVK) |

|                                                                |                                   |       |                                             |                                                                                     |
| 8 september EK-kwalificatie № 683 «onderlinge duels» 22:00 uur | Portugal                          | 2 – 2 | Polen                                       | Estádio da Luz, Lissabon Toeschouwers: 62.000 Scheidsrechter: Roberto Rosetti (ITA) |
| 8 september EK-kwalificatie № 683 «onderlinge duels» 22:00 uur | Maniche 50' Cristiano Ronaldo 73' |       | 44' Mariusz Lewandowski 88' Jacek Krzynówek | Estádio da Luz, Lissabon Toeschouwers: 62.000 Scheidsrechter: Roberto Rosetti (ITA) |

|                                              |         |       |       |                                                                                    |
| 12 september EK-kwalificatie № 684 18:00 uur | Finland | 0 – 0 | Polen | Olympiastadion, Helsinki Toeschouwers: 36.000 Scheidsrechter: Herbert Fandel (GER) |
| 12 september EK-kwalificatie № 684 18:00 uur |         |       |       | Olympiastadion, Helsinki Toeschouwers: 36.000 Scheidsrechter: Herbert Fandel (GER) |

|                                                               |                                                                      |       |                   |                                                                                              |
| 13 oktober EK-kwalificatie № 685 «onderlinge duels» 20:30 uur | Polen                                                                | 3 – 1 | Kazachstan        | Stadion Wojska Polskiego, Warschau Toeschouwers: 13.000 Scheidsrechter: Espen Berntsen (NOR) |
| 13 oktober EK-kwalificatie № 685 «onderlinge duels» 20:30 uur | Euzebiusz Smolarek 55' Euzebiusz Smolarek 64' Euzebiusz Smolarek 65' |       | 20' Dmitri Bjakov | Stadion Wojska Polskiego, Warschau Toeschouwers: 13.000 Scheidsrechter: Espen Berntsen (NOR) |

|                                              |       |                        |           |                                                                                   |
| 17 oktober Vriendschappelijk № 686 18:00 uur | Polen | 0 – 1                  | Hongarije | Stadion Widzewa, Łódź Toeschouwers: 6.500 Scheidsrechter: Claudio Circhetta (SUI) |
| 17 oktober Vriendschappelijk № 686 18:00 uur |       | 80' (pen) Tamás Hajnal |           | Stadion Widzewa, Łódź Toeschouwers: 6.500 Scheidsrechter: Claudio Circhetta (SUI) |

|                                             |                                               |       |        |                                                                                    |
| 17 november EK-kwalificatie № 687 20:30 uur | Polen                                         | 2 – 0 | België | Stadion Śląski, Chorzów Toeschouwers: 47.202 Scheidsrechter: Claus Bo Larsen (DEN) |
| 17 november EK-kwalificatie № 687 20:30 uur | Euzebiusz Smolarek 45' Euzebiusz Smolarek 50' |       |        | Stadion Śląski, Chorzów Toeschouwers: 47.202 Scheidsrechter: Claus Bo Larsen (DEN) |

|                                                                |                                    |       |                                          |                                                                                           |
| 21 november EK-kwalificatie № 688 «onderlinge duels» 20:45 uur | Servië                             | 2 – 2 | Polen                                    | Stadion Crvene zvezde, Belgrado Toeschouwers: 5.000 Scheidsrechter: Massimo Busacca (SUI) |
| 21 november EK-kwalificatie № 688 «onderlinge duels» 20:45 uur | Nikola Žigić 69' Danko Lazović 71' |       | 28' Rafał Murawski 47' Radosław Matusiak | Stadion Crvene zvezde, Belgrado Toeschouwers: 5.000 Scheidsrechter: Massimo Busacca (SUI) |

|                                               |                     |       |                       |                                                                                            |
| 15 december Vriendschappelijk № 689 18:00 uur | Polen               | 1 – 0 | Bosnië en Herzegovina | Antalya Atatürk Stadion, Antalya Toeschouwers: 200 Scheidsrechter: Kuddusi Müftüoğlu (TUR) |
| 15 december Vriendschappelijk № 689 18:00 uur | Michał Goliński 42' |       |                       | Antalya Atatürk Stadion, Antalya Toeschouwers: 200 Scheidsrechter: Kuddusi Müftüoğlu (TUR) |

### 2008
|                                              |                   |       |         |                                                                                 |
| 2 februari Vriendschappelijk № 690 17:00 uur | Polen             | 1 – 0 | Finland | Pafiako Stadion, Pafos Toeschouwers: 150 Scheidsrechter: Kostas Kapitanís (CYP) |
| 2 februari Vriendschappelijk № 690 17:00 uur | Adam Kokoszka 42' |       |         | Pafiako Stadion, Pafos Toeschouwers: 150 Scheidsrechter: Kostas Kapitanís (CYP) |

|                                                                 |                                                 |       |          |                                                                                     |
| 6 februari Vriendschappelijk № 691 «onderlinge duels» 20:30 uur | Polen                                           | 2 – 0 | Tsjechië | Neo GSZ Stadion, Larnaca Toeschouwers: 1.980 Scheidsrechter: Stelios Tryfonos (CYP) |
| 6 februari Vriendschappelijk № 691 «onderlinge duels» 20:30 uur | Wojciech Łobodziński 6' Mariusz Lewandowski 29' |       |          | Neo GSZ Stadion, Larnaca Toeschouwers: 1.980 Scheidsrechter: Stelios Tryfonos (CYP) |

|                                                                  |                                           |       |         |                                                                                    |
| 27 februari Vriendschappelijk № 692 «onderlinge duels» 20:30 uur | Polen                                     | 2 – 0 | Estland | Stadion Główny, Wronki Toeschouwers: 5.000 Scheidsrechter: Stanislav Todorov (BUL) |
| 27 februari Vriendschappelijk № 692 «onderlinge duels» 20:30 uur | Radosław Matusiak 38' Tomasz Zahorski 72' |       |         | Stadion Główny, Wronki Toeschouwers: 5.000 Scheidsrechter: Stanislav Todorov (BUL) |

|                                            |       |                                                        |                  |                                                                                  |
| 26 maart Vriendschappelijk № 693 20:30 uur | Polen | 0 – 3                                                  | Verenigde Staten | Wisłastadion, Krakau Toeschouwers: 21.000 Scheidsrechter: Anders Hermansen (DEN) |
| 26 maart Vriendschappelijk № 693 20:30 uur |       | 12' Carlos Bocanegra 35' Oguchi Onyewu 73' Eddie Lewis |                  | Wisłastadion, Krakau Toeschouwers: 21.000 Scheidsrechter: Anders Hermansen (DEN) |

|                                                             |                             |       |                  |                                                                                             |
| 26 mei Vriendschappelijk № 694 «onderlinge duels» 20:30 uur | Polen                       | 1 – 1 | Macedonië        | Stadion an der Kreuzeiche, Reutlingen Toeschouwers: 2.200 Scheidsrechter: Felix Brych (GER) |
| 26 mei Vriendschappelijk № 694 «onderlinge duels» 20:30 uur | Radosław Matusiak 83' (pen) |       | 45' Goran Maznov | Stadion an der Kreuzeiche, Reutlingen Toeschouwers: 2.200 Scheidsrechter: Felix Brych (GER) |

|                                          |                    |       |         |                                                                                              |
| 27 mei Vriendschappelijk № 695 20:30 uur | Polen              | 1 – 0 | Albanië | Stadion an der Kreuzeiche, Reutlingen Toeschouwers: 2.200 Scheidsrechter: Knut Kircher (GER) |
| 27 mei Vriendschappelijk № 695 20:30 uur | Maciej Żurawski 3' |       |         | Stadion an der Kreuzeiche, Reutlingen Toeschouwers: 2.200 Scheidsrechter: Knut Kircher (GER) |

|                                                             |                     |       |                     |                                                                                  |
| 1 juni Vriendschappelijk № 696 «onderlinge duels» 16:00 uur | Polen               | 1 – 1 | Denemarken          | Stadion Śląski, Chorzów Toeschouwers: 40.000 Scheidsrechter: Philippe Kalt (FRA) |
| 1 juni Vriendschappelijk № 696 «onderlinge duels» 16:00 uur | Jacek Krzynówek 43' |       | 28' Martin Vingaard | Stadion Śląski, Chorzów Toeschouwers: 40.000 Scheidsrechter: Philippe Kalt (FRA) |

| EK voetbal 2008 |
| --------------- |

|                                                                |                                       |           |       |                                                                                      |
| 8 juni EK-eindronde Groep B № 697 «onderlinge duels» 20:45 uur | Duitsland                             | 2 – 0     | Polen | Hypo-Arena, Klagenfurt Toeschouwers: 32.000 Scheidsrechter: Tom Henning Øvrebø (NOR) |
| 8 juni EK-eindronde Groep B № 697 «onderlinge duels» 20:45 uur | Lukas Podolski 20' Lukas Podolski 75' | (details) |       | Hypo-Arena, Klagenfurt Toeschouwers: 32.000 Scheidsrechter: Tom Henning Øvrebø (NOR) |

|                                      |                    |           |                     |                                                                                   |
| 12 juni EK-eindronde № 698 20:45 uur | Oostenrijk         | 1 – 1     | Polen               | Ernst Happelstadion, Wenen Toeschouwers: 53.000 Scheidsrechter: Howard Webb (ENG) |
| 12 juni EK-eindronde № 698 20:45 uur | Ivica Vastić 90+3' | (details) | 30' Roger Guerreiro | Ernst Happelstadion, Wenen Toeschouwers: 53.000 Scheidsrechter: Howard Webb (ENG) |

|                                      |       |           |                  |                                                                                  |
| 16 juni EK-eindronde № 699 20:45 uur | Polen | 0 – 1     | Kroatië          | Hypo-Arena, Klagenfurt Toeschouwers: 30.461 Scheidsrechter: Kyros Vassaras (GRE) |
| 16 juni EK-eindronde № 699 20:45 uur |       | (details) | 53' Ivan Klasnić | Hypo-Arena, Klagenfurt Toeschouwers: 30.461 Scheidsrechter: Kyros Vassaras (GRE) |

|  |  |  |  |  |  |  |  |  |

|                                               |                       |       |       |                                                                                   |
| 20 augustus Vriendschappelijk № 700 18:00 uur | Oekraïne              | 1 – 0 | Polen | Ukraina Stadion, Lviv Toeschouwers: 20.000 Scheidsrechter: Karen Nalbandyan (ARM) |
| 20 augustus Vriendschappelijk № 700 18:00 uur | Sergiy Kravchenko 45' |       |       | Ukraina Stadion, Lviv Toeschouwers: 20.000 Scheidsrechter: Karen Nalbandyan (ARM) |

|                                             |                            |       |                  |                                                                                         |
| 6 september WK-kwalificatie № 701 17:00 uur | Polen                      | 1 – 1 | Slovenië         | Stadion Oporowska, Wrocław Toeschouwers: 8.400 Scheidsrechter: Kristinn Jakobsson (ISL) |
| 6 september WK-kwalificatie № 701 17:00 uur | Michał Żewłakow 17' (pen.) |       | 35' Zlatko Dedič | Stadion Oporowska, Wrocław Toeschouwers: 8.400 Scheidsrechter: Kristinn Jakobsson (ISL) |

|                                              |            |                                               |       |                                                                                             |
| 10 september WK-kwalificatie № 702 20:30 uur | San Marino | 0 – 2                                         | Polen | Stadio Olimpico, Serravalle Toeschouwers: 2.374 Scheidsrechter: Christoforos Zografos (GRE) |
| 10 september WK-kwalificatie № 702 20:30 uur |            | 36' Euzebiusz Smolarek 67' Robert Lewandowski |       | Stadio Olimpico, Serravalle Toeschouwers: 2.374 Scheidsrechter: Christoforos Zografos (GRE) |

|                                                               |                                           |       |                  |                                                                                   |
| 11 oktober WK-kwalificatie № 703 «onderlinge duels» 20:30 uur | Polen                                     | 2 – 1 | Tsjechië         | Stadion Śląski, Chorzów Toeschouwers: 50.000 Scheidsrechter: Wolfgang Stark (GER) |
| 11 oktober WK-kwalificatie № 703 «onderlinge duels» 20:30 uur | Paweł Brożek 27' Jakub Błaszczykowski 53' |       | 87' Martin Fenin | Stadion Śląski, Chorzów Toeschouwers: 50.000 Scheidsrechter: Wolfgang Stark (GER) |

|                                            |                                           |       |                        |                                                                                    |
| 15 oktober WK-kwalificatie № 704 20:30 uur | Slowakije                                 | 2 – 1 | Polen                  | Tehelné pole, Bratislava Toeschouwers: 17.650 Scheidsrechter: Bertrand Layec (FRA) |
| 15 oktober WK-kwalificatie № 704 20:30 uur | Stanislav Šesták 85' Stanislav Šesták 86' |       | 70' Euzebiusz Smolarek | Tehelné pole, Bratislava Toeschouwers: 17.650 Scheidsrechter: Bertrand Layec (FRA) |

|                                               |                                          |       |                                                                   |                                                                                  |
| 19 november Vriendschappelijk № 705 21:00 uur | Ierland                                  | 2 – 3 | Polen                                                             | Croke Park, Dublin Toeschouwers: 50.566 Scheidsrechter: Kristinn Jakobsson (ISL) |
| 19 november Vriendschappelijk № 705 21:00 uur | Stephen Hunt 88' (pen) Keith Andrews 90' |       | 3' Mariusz Lewandowski 47' Roger Guerreiro 89' Robert Lewandowski | Croke Park, Dublin Toeschouwers: 50.566 Scheidsrechter: Kristinn Jakobsson (ISL) |

|                                                                  |                   |       |        |                                                                                    |
| 14 december Vriendschappelijk № 706 «onderlinge duels» 15:00 uur | Polen             | 1 – 0 | Servië | Mardan Sports Complex, Kundu Toeschouwers: 100 Scheidsrechter: Selçuk Dereli (TUR) |
| 14 december Vriendschappelijk № 706 «onderlinge duels» 15:00 uur | Rafał Boguski 53' |       |        | Mardan Sports Complex, Kundu Toeschouwers: 100 Scheidsrechter: Selçuk Dereli (TUR) |

### 2009
|                                                                 |                  |       |                        |                                                                              |
| 7 februari Vriendschappelijk № 707 «onderlinge duels» 20:20 uur | Polen            | 1 – 1 | Litouwen               | Estádio Algarve, Faro Toeschouwers: 100 Scheidsrechter: Duarte Pereira (POR) |
| 7 februari Vriendschappelijk № 707 «onderlinge duels» 20:20 uur | Paweł Brożek 11' |       | 26' Arūnas Klimavičius | Estádio Algarve, Faro Toeschouwers: 100 Scheidsrechter: Duarte Pereira (POR) |

|                                                                  |                     |       |       |                                                                                           |
| 11 februari Vriendschappelijk № 708 «onderlinge duels» 18:15 uur | Polen               | 1 – 0 | Wales | Vila Real de Santo António, Portugal Toeschouwers: 400 Scheidsrechter: Bruno Duarte (POR) |
| 11 februari Vriendschappelijk № 708 «onderlinge duels» 18:15 uur | Roger Guerreiro 80' |       |       | Vila Real de Santo António, Portugal Toeschouwers: 400 Scheidsrechter: Bruno Duarte (POR) |

|                                                             |                                                              |       |                                         |                                                                                 |
| 28 maart WK-kwalificatie № 709 «onderlinge duels» 18:15 uur | Noord-Ierland                                                | 3 – 2 | Polen                                   | Windsor Park, Belfast Toeschouwers: 14.907 Scheidsrechter: Martin Hansson (SWE) |
| 28 maart WK-kwalificatie № 709 «onderlinge duels» 18:15 uur | Warren Feeney 10' Jonny Evans 47' Michał Żewłakow 61' (e.d.) |       | 27' Ireneusz Jeleń 90' Marek Saganowski | Windsor Park, Belfast Toeschouwers: 14.907 Scheidsrechter: Martin Hansson (SWE) |

|                                                            | |        |            |                                                                                         |
| 1 april WK-kwalificatie № 710 «onderlinge duels» 20:30 uur | Polen | 10 – 0 | San Marino | Kielce City Stadium, Kielce Toeschouwers: 15.000 Scheidsrechter: Aleksei Kulbakov (BLR) |
| 1 april WK-kwalificatie № 710 «onderlinge duels» 20:30 uur | Rafał Boguski 1' Euzebiusz Smolarek 18' Rafał Boguski 27' Robert Lewandowski 43' Ireneusz Jeleń 51' Michele Marani 60' (ed) Mariusz Lewandowski 63' Euzebiusz Smolarek 72' Euzebiusz Smolarek 81' Marek Saganowski 88' |        |            | Kielce City Stadium, Kielce Toeschouwers: 15.000 Scheidsrechter: Aleksei Kulbakov (BLR) |

|                                                             |                        |       |       |                                                                                        |
| 6 juni Vriendschappelijk № 711 «onderlinge duels» 15:00 uur | Zuid-Afrika            | 1 – 0 | Polen | Orlando Stadium, Johannesburg Toeschouwers: 8.000 Scheidsrechter: Tendayi Bwanya (ZIM) |
| 6 juni Vriendschappelijk № 711 «onderlinge duels» 15:00 uur | Thembinkosi Fanteni 6' |       |       | Orlando Stadium, Johannesburg Toeschouwers: 8.000 Scheidsrechter: Tendayi Bwanya (ZIM) |

|                                                             |                     |       |                 |                                                                                                |
| 9 juni Vriendschappelijk № 712 «onderlinge duels» 17:15 uur | Polen               | 1 – 1 | Irak            | Universiteit van Wes-Kaapland, Kaapstad Toeschouwers: 2.000 Scheidsrechter: Jerome Damon (RSA) |
| 9 juni Vriendschappelijk № 712 «onderlinge duels» 17:15 uur | Roger Guerreiro 71' |       | 53' Mahdi Karim | Universiteit van Wes-Kaapland, Kaapstad Toeschouwers: 2.000 Scheidsrechter: Jerome Damon (RSA) |

|                                                                  |                                           |       |             |                                                                                                 |
| 12 augustus Vriendschappelijk № 713 «onderlinge duels» 20:30 uur | Polen                                     | 2 – 0 | Griekenland | Zdzisław Krzyszkowiak Stadion, Bydgoszcz Toeschouwers: 19.000 Scheidsrechter: Kenji Ogiya (JPN) |
| 12 augustus Vriendschappelijk № 713 «onderlinge duels» 20:30 uur | Ludovic Obraniak 47' Ludovic Obraniak 79' |       |             | Zdzisław Krzyszkowiak Stadion, Bydgoszcz Toeschouwers: 19.000 Scheidsrechter: Kenji Ogiya (JPN) |

|                                                                |                       |       |                   |                                                                                           |
| 5 september WK-kwalificatie № 714 «onderlinge duels» 20:30 uur | Polen                 | 1 – 1 | Noord-Ierland     | Stadion Śląski, Chorzów Toeschouwers: 45.000 Scheidsrechter: Manuel Mejuto González (ESP) |
| 5 september WK-kwalificatie № 714 «onderlinge duels» 20:30 uur | Aaron Hughes 80' (ed) |       | 38' Kyle Lafferty | Stadion Śląski, Chorzów Toeschouwers: 45.000 Scheidsrechter: Manuel Mejuto González (ESP) |

|                                                                |                                                          |       |       |                                                                                    |
| 9 september WK-kwalificatie № 715 «onderlinge duels» 20:45 uur | Slovenië                                                 | 3 – 0 | Polen | Stadion Ljudski, Maribor Toeschouwers: 10.226 Scheidsrechter: William Collum (SCO) |
| 9 september WK-kwalificatie № 715 «onderlinge duels» 20:45 uur | Zlatko Dedič 13' Milivoje Novakovič 45' Valter Birsa 62' |       |       | Stadion Ljudski, Maribor Toeschouwers: 10.226 Scheidsrechter: William Collum (SCO) |

| Bondscoach | Bondscoach | Bondscoach | Stefan Majewski | 31/01/1956 |
| ---------- | ---------- | ---------- | --------------- | ---------- |

|                                                               |                                     |       |       |                                                                                  |
| 10 oktober WK-kwalificatie № 716 «onderlinge duels» 20:30 uur | Tsjechië                            | 2 – 0 | Polen | Generali Aréna, Praag Toeschouwers: 14.000 Scheidsrechter: Claus Bo Larsen (DEN) |
| 10 oktober WK-kwalificatie № 716 «onderlinge duels» 20:30 uur | Tomáš Necid 51' Jaroslav Plašil 72' |       |       | Generali Aréna, Praag Toeschouwers: 14.000 Scheidsrechter: Claus Bo Larsen (DEN) |

|                                                               |       |                            |           |                                                                                  |
| 14 oktober WK-kwalificatie № 717 «onderlinge duels» 20:30 uur | Polen | 0 – 1                      | Slowakije | Stadion Śląski, Chorzów Toeschouwers: 4.500 Scheidsrechter: Jonas Eriksson (SWE) |
| 14 oktober WK-kwalificatie № 717 «onderlinge duels» 20:30 uur |       | 3' (ed) Seweryn Gancarczyk |           | Stadion Śląski, Chorzów Toeschouwers: 4.500 Scheidsrechter: Jonas Eriksson (SWE) |

| Bondscoach | Bondscoach | Bondscoach | Franciszek Smuda | 22/06/1948 |
| ---------- | ---------- | ---------- | ---------------- | ---------- |

|                                                                  |       |                    |          |                                                                                              |
| 14 november Vriendschappelijk № 718 «onderlinge duels» 17:00 uur | Polen | 0 – 1              | Roemenië | Stadion Wojska Polskiego, Warschau Toeschouwers: 5.000 Scheidsrechter: Menashe Mashiah (ISR) |
| 14 november Vriendschappelijk № 718 «onderlinge duels» 17:00 uur |       | 59' Daniel Niculae |          | Stadion Wojska Polskiego, Warschau Toeschouwers: 5.000 Scheidsrechter: Menashe Mashiah (ISR) |

|                                                                  |                  |       |        | |
| 18 november Vriendschappelijk № 719 «onderlinge duels» 17:00 uur | Polen            | 1 – 0 | Canada | Zdzisław Krzyszkowiak Stadion, Bydgoszcz Toeschouwers: 10.400 Scheidsrechter: Lars Christoffersen (DEN) |
| 18 november Vriendschappelijk № 719 «onderlinge duels» 17:00 uur | Maciej Rybus 18' |       |        | Zdzisław Krzyszkowiak Stadion, Bydgoszcz Toeschouwers: 10.400 Scheidsrechter: Lars Christoffersen (DEN) |

Poolse voetbalbond · A-internationals · Selecties · Statistieken · Pools vrouwenelftal · Olympisch elftal · Polen U21 · Polen U20 · Polen U19 · Polen U18 · Polen U17 · Polen U16
1921 – 1929 ·
1930 – 1939 ·
1940 – 1949 ·
1950 – 1959 ·
1960 – 1969 ·
1970 – 1979 ·
1980 – 1989 ·
1990 – 1999 ·
2000 – 2009 ·
2010 – 2019 ·
2020 – 2029
EK 2008 · 
EK 2012 · 
EK 2016 · 
EK 2020
WK 1938 ·
WK 1974 ·
WK 1978 ·
WK 1982 ·
WK 1986 ·
WK 2002 ·
WK 2006 ·
WK 2018
OS 1924 ·
OS 1936 ·
OS 1972 ·
OS 1976 ·
OS 1992
1921 · 
1922 · 
1923 · 
1924 · 
1925 · 
1926 · 
1927 · 
1928 · 
1929 · 
1930 · 
1931 · 
1932 · 
1933 · 
1934 · 
1935 · 
1936 · 
1937 · 
1938 · 
1939 · 
1940–1946 · 
1947 · 
1948 · 
1949 · 
1950 · 
1951 · 
1952 · 
1953 · 
1954 · 
1955 · 
1956 · 
1957 · 
1958 · 
1959 · 
1960 · 
1961 · 
1962 · 
1963 · 
1964 · 
1965 · 
1966 · 
1967 · 
1968 · 
1969 · 
1970 · 
1971 · 
1972 · 
1973 · 
1974 · 
1975 · 
1976 · 
1977 · 
1978 · 
1979 · 
1980 · 
1981 · 
1982 · 
1983 · 
1984 · 
1985 · 
1986 · 
1987 · 
1988 · 
1989 · 
1990 · 
1991 · 
1992 · 
1993 · 
1994 · 
1995 · 
1996 · 
1997 · 
1998 · 
1999 · 
2000 · 
2001 · 
2002 · 
2003 · 
2004 · 
2005 · 
2006 · 
2007 · 
2008 · 
2009 · 
2010 · 
2011 · 
2012 · 
2013 · 
2014 ·
2015 ·
2016 ·
2017 ·
2018 ·
2019 ·
2020 ·
2021
Albanië ·
Algerije ·
Andorra ·
Argentinië ·
Armenië ·
Australië ·
Azerbeidzjan ·
België ·
Bolivia ·
Bosnië en Herzegovina ·
Brazilië ·
Bulgarije ·
Canada ·
Chili ·
China ·
Colombia ·
Costa Rica ·
Cyprus ·
DDR ·
Denemarken ·
Duitsland ·
Ecuador ·
Egypte ·
Engeland ·
Estland ·
Faeröer · 
Finland ·
Frankrijk ·
Georgië ·
Gibraltar ·
Griekenland ·
Guatemala ·
Haïti ·
Hongarije ·
Ierland ·
India ·
Irak ·
Iran ·
Israël ·
Italië ·
Ivoorkust ·
IJsland ·
Japan ·
Joegoslavië ·
Kameroen ·
Kazachstan ·
Koeweit ·
Kroatië ·
Letland ·
Libië ·
Liechtenstein ·
Litouwen ·
Luxemburg ·
Marokko ·
Malta ·
Mexico ·
Moldavië ·
Montenegro ·
Nederland ·
Nieuw-Zeeland ·
Nigeria ·
Noord-Ierland ·
Noord-Korea ·
Noord-Macedonië ·
Noorwegen ·
Oekraïne ·
Oostenrijk ·
Peru ·
Portugal ·
Roemenië ·
Rusland ·
San Marino ·
Saoedi-Arabië · 
Schotland ·
Senegal ·
Servië ·
Servië en Montenegro · 
Singapore ·
Slovenië ·
Slowakije ·
Sovjet-Unie ·
Spanje ·
Thailand · 
Tsjechië ·
Tsjecho-Slowakije ·
Tunesië ·
Turkije ·
Uruguay ·
Verenigde Arabische Emiraten ·
Verenigde Staten ·
Wales ·
Wit-Rusland ·
Zuid-Afrika ·
Zuid-Korea ·
Zweden ·
Zwitserland
België (1982) ·
Colombia (2018) ·
Costa Rica (2006) ·
Duitsland (2006) ·
Duitsland (2008) ·
Duitsland (2016) ·
Ecuador (2006) ·
Frankrijk (1982) ·
Frankrijk (2022) ·
Griekenland (2012) ·
Italië (1982, 1) ·
Italië (1982, 2) ·
Japan (2018) ·
Kameroen (1982) ·
Kroatië (2008) ·
Noord-Ierland (2016) ·
Oostenrijk (2008) ·
Peru (1982) ·
Rusland (2012) ·
Senegal (2018) ·
Slowakije (2021) ·
Sovjet-Unie (1982) ·
Spanje (2021) ·
Tsjechië (2012) ·
Zweden (2021)
AFC-zone: Afghanistan · Australië · Bahrein · Bangladesh · Bhutan · Brunei · Cambodja · China · Filipijnen · Guam · Hongkong · India · Indonesië · Iran · Irak · Japan · Jemen · Jordanië · Koeweit · Kirgizië · Laos · Libanon · Macau · Maleisië · Maldiven · Mongolië · Myanmar · Nepal · Noord-Korea · Oezbekistan · Oman · Oost-Timor · Pakistan · Palestina · Qatar · Saoedi-Arabië · Singapore · Sri Lanka · Syrië · Tadzjikistan · Taiwan · Thailand · Turkmenistan · Verenigde Arabische Emiraten · Vietnam · Zuid-Korea

CAF-zone: Algerije · Angola · Benin · Botswana · Burkina Faso · Burundi · Centraal-Afrikaanse Republiek · Comoren · Congo-Brazzaville · Congo-Kinshasa · Djibouti · Egypte · Equatoriaal-Guinea · Eritrea · Ethiopië · Gabon · Gambia · Ghana · Guinee · Guinee-Bissau · Ivoorkust · Kaapverdië · Kameroen · Kenia · Lesotho · Liberia · Libië · Madagaskar · Malawi · Mali  ·Mauritanië · Mauritius · Marokko · Mozambique · Namibië · Niger · Nigeria · Oeganda · Rwanda · Sao Tomé en Principe · Senegal · Seychellen · Sierra Leone · Soedan · Somalië · Swaziland · Tanzania · Togo · Tsjaad · Tunesië · Zambia · Zimbabwe · Zuid-Afrika

CONCACAF-zone: Amerikaanse Maagdeneilanden · Anguilla · Antigua en Barbuda · Aruba · Bahama's · Barbados · Belize · Bermuda · Britse Maagdeneilanden · Canada · Kaaimaneilanden · Costa Rica · Cuba · Dominica · Dominicaanse Republiek · El Salvador · Frans Guyana · Grenada · Guadeloupe · Guatemala · Guyana · Haïti · Honduras · Jamaica · Martinique · Mexico · Montserrat · 
Nicaragua · Panama · Puerto Rico · Saint Kitts en Nevis · Saint Lucia · Saint Vincent en de Grenadines · Sint Maarten · Suriname · Trinidad en Tobago · Turks- en Caicoseilanden · Verenigde Staten

CONMEBOL-zone: Argentinië · Bolivia · Brazilië · Chili · Colombia · Ecuador · Paraguay · Peru · Uruguay · Venezuela

OFC-zone: Amerikaans-Samoa · Cookeilanden · Fiji · Nieuw-Caledonië · Nieuw-Zeeland · Papoea-Nieuw-Guinea · Samoa · Salomoneilanden · Tahiti · Tonga · Vanuatu

UEFA-zone: Albanië · Andorra · Armenië · Azerbeidzjan · België · Bosnië en Herzegovina · Bulgarije · Cyprus · Denemarken · Duitsland · Engeland · Estland · Faeröer · Finland · Frankrijk · Georgië · Griekenland · Hongarije · IJsland · Ierland · Israël · Italië · Kazachstan · Kroatië · Letland · Liechtenstein · Litouwen · Luxemburg · Macedonië · Malta · Moldavië · Montenegro · Nederland · Noord-Ierland · Noorwegen · Oekraïne · Oostenrijk · Polen · Portugal · Roemenië · Rusland · San Marino · Schotland · Servië · Servië en Montenegro · Slovenië · Slowakije · Spanje · Tsjechië · Turkije · Wales · Wit-Rusland · Zweden · Zwitserland